# 范凤喈
范凤喈，江西南城人，是一名清朝政治人物。
范凤喈曾于1843年接替何焕绪任宝山县知县一职，1844年由熊象鼎接任。